# Pavel Královec
Pavel Královec (nascut el 16 d'agost de 1977) és un àrbitre de futbol txec. Ha estat internacional complet per la FIFA des de 2005.

## Carrera
Va ser seleccionat a la llista d'àrbitres per a la Copa del Món Sub-17 de la FIFA 2011 a Mèxic  i el torneig olímpic de 2012.  També ha dirigit les eliminatòries de la Copa del Món de 2010  i 2014,  així com partits de classificació per a l'Eurocopa 2008  i l'Eurocopa 2012.
El març de 2013, la FIFA va nomenar Královec a la seva llista de 52 àrbitres candidats per a la Copa del Món de la FIFA 2014 al Brasil.

## Estadístiques de carrera
Estadístiques només dels partits de Gambrinus liga.
| Temporada                                             | Jocs | Total | per partit | Total | per partit | Referència |
| ----------------------------------------------------- | ---- | ----- | ---------- | ----- | ---------- | ---------- |
| 2006/07                                               | 20   | 78    | 3.9        | 3     | 0.15       | [ 1 ]      |
| 2007/08                                               | 17   | 53    | 3.12       | 0     | 0          | [ 2 ]      |
| 2008/09                                               | 13   | 58    | 4.46       | 0     | 0          | [ 3 ]      |
| 2009/10                                               | 10   | 37    | 3.7        | 0     | 0          | [ 4 ]      |
| 2010/11                                               | 17   | 67    | 3.94       | 3     | 0.18       | [ 5 ]      |
| Totals                                                | 77   | 293   | 3,81       | 6     | 0,08       |            |
| No hi ha registres disponibles anteriors al 2006/2007 |      |       |            |       |            |            |